# Casilda (bướm đêm)
Casilda là một chi bướm đêm thuộc họ Geometridae.

## Các loài
- Casilda antophilaria (Hübner, 1813)
- Casilda consecraria (Rambur, 1858)
- Casilda rosearia (Treitschke, 1828)